# Тоунтън Дийн (община)
Община „Тоунтън Дийн“ (на английски: Taunton Deane) е една от седемте административни единици в област (графство) Съмърсет, регион Югозападна Англия.
Населението на общината към 2008 година е 108 700 жители разпределени в множество селища на площ от 463.26 квадратни километра. Главен град на общината е Тоунтън.

## География
Община „Тоунтън Дийн“ е разположена в югозападната част на графство Съмърсет по границата с област Девън.
Градове на територията на общината:
| град         | на английски | население |
| ------------ | ------------ | --------- |
| Тоунтън      | Taunton      | 58 241    |
| Уелингтън    | Wellington   | 13 696    |
| Wiveliscombe | Wiveliscombe | 2670      |

## Демография
Разпределение на населението по религиозна принадлежност към 2001 година:
| религия          | на английски        | брой жители |
| ---------------- | ------------------- | ----------- |
| Християни        | Christian           | 77 682      |
| Будисти          | Buddhist            | 168         |
| Хиндуисти        | Hindu               | 136         |
| Евреи            | Jewish              | 69          |
| Мюсюлмани        | Muslim              | 293         |
| Сикхи            | Sikh                | 33          |
| Други            | Other               | 398         |
| Атеисти          | No religion         | 16 108      |
| Запазена в тайна | Religion not stated | 7412        |